# Lotario (nome)
Lotario  è un nome proprio di persona italiano maschile.

## Varianti
- Maschili: Lottario[1][5]
- Femminili: Lotaria[4]

### Varianti in altre lingue
- Catalano: Lotari[6]
- Francese: Lothaire[2][7], Clotaire[2]
- Germanico: Chlodochar[1][2], Chlothar[1][2], Hlothar[2], Hlothari[7], Hludher[7]
- Inglese: Lothair[2]
  - Inglese antico: Hloðhere[7]
- Polacco: Lotar
- Spagnolo: Lothario[8], Lotario[6]
- Tedesco: Lothar[1][2][7][8]
- Ungherese: Lotár

## Origine e diffusione
Deriva da un nome germanico attestato come Chlodochar, Chlothar e varie altre forme, ricostruito in proto-germanico come Hlūdaharjaz; è composto dalle due radici *hloda (o hlud, "gloria", "fama") e *harja (o hari, heri, "esercito", "popolo in armi"), e il significato può essere interpretato come "celebre/illustre guerriero", "glorioso nell'esercito" o "esercito famoso". Entrambi gli elementi sono comuni nell'onomastica germanica; il primo si trova anche in Luigi e Clotilde e il secondo, diffusissimo, in Gualtiero, Aroldo, Ermanno, Riziero e molti altri.
Si chiamarono così vari personaggi medievali, primo tra tutti Lotario I, re d'Italia e imperatore carolingio; da lui prende il nome la regione francese della Lotharingia, ossia la Lorena, dalla quale deriva il nome italiano Lorena; tra i nomi che indirettamente derivano da Lotario è da segnalare anche l'inglese Luther, direttamente ripreso dall'omonimo cognome tedesco che era a sua volta tratto dal nome.
In italiano moderno, comunque, Lotario è nome di matrice teatrale, diffusosi grazie all'opera di Ambroise Thomas Mignon (1866). Si tratta tuttavia di un nome raro, che negli anni 1970 contava circa trecento occorrenze, più di metà delle quali in Emilia-Romagna e Toscana e per il resto sparse al Nord e al Centro; l'arrivo all'Inter del calciatore tedesco Lothar Matthäus ha suscitato, in quegli anni, un aumento d'interesse per il nome.
La forma spagnola Lothario, presente nel Don Chisciotte, venne poi usata da Nicholas Rowe per un personaggio del romanzo The Fair Penitent (1703), che seduce e poi tradisce la protagonista, è quindi in inglese è diventato uno slang indicante un "dongiovanni".

## Onomastico
L'onomastico si può festeggiare il 15 giugno in memoria di san Lotario, vescovo di Séez, oppure il 29 settembre in ricordo di san Lotario I, imperatore. Con questo nome si ricorda anche un beato, il frate mercedario Lotario Arnari, commemorato il 24 febbraio.

## Persone

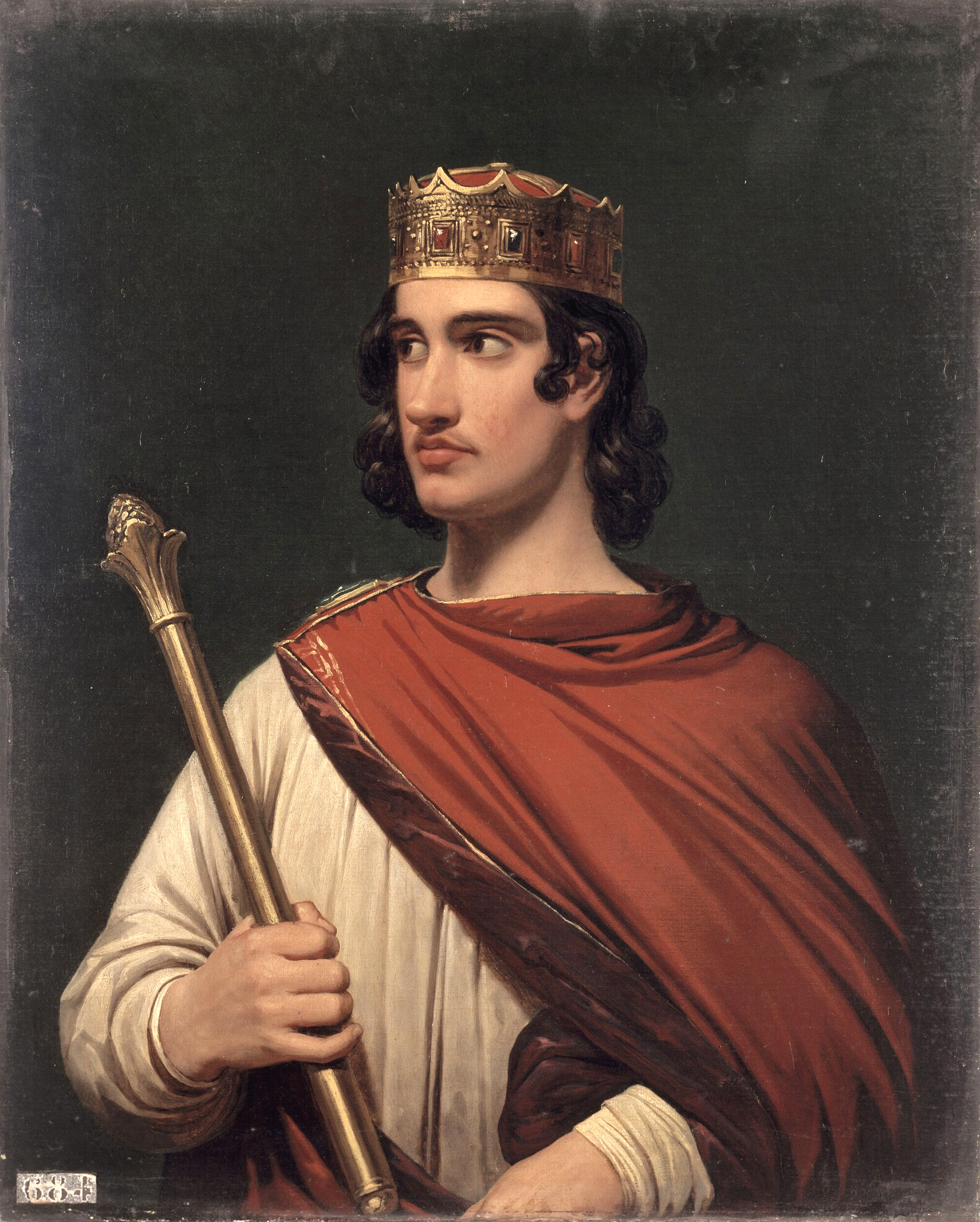
Lotario I

- Lotario I, imperatore del Sacro Romano Impero e re d'Italia
- Lotario di Francia, re dei Franchi Occidentali
- Lotario II d'Italia, re d'Italia
- Lotario II di Lotaringia, re di Lotaringia
- Lotario II di Supplimburgo, imperatore del Sacro Romano Impero
- Lotario dei Conti di Segni, nome di nascita di Papa Innocenzo III
- Lotario Rangoni, pilota automobilistico e aviatore italiano
- Lotario Rosario, giurista e arcivescovo cattolico italiano
- Lotario Vecchi, editore e fumettista italiano

### Variante Lothar

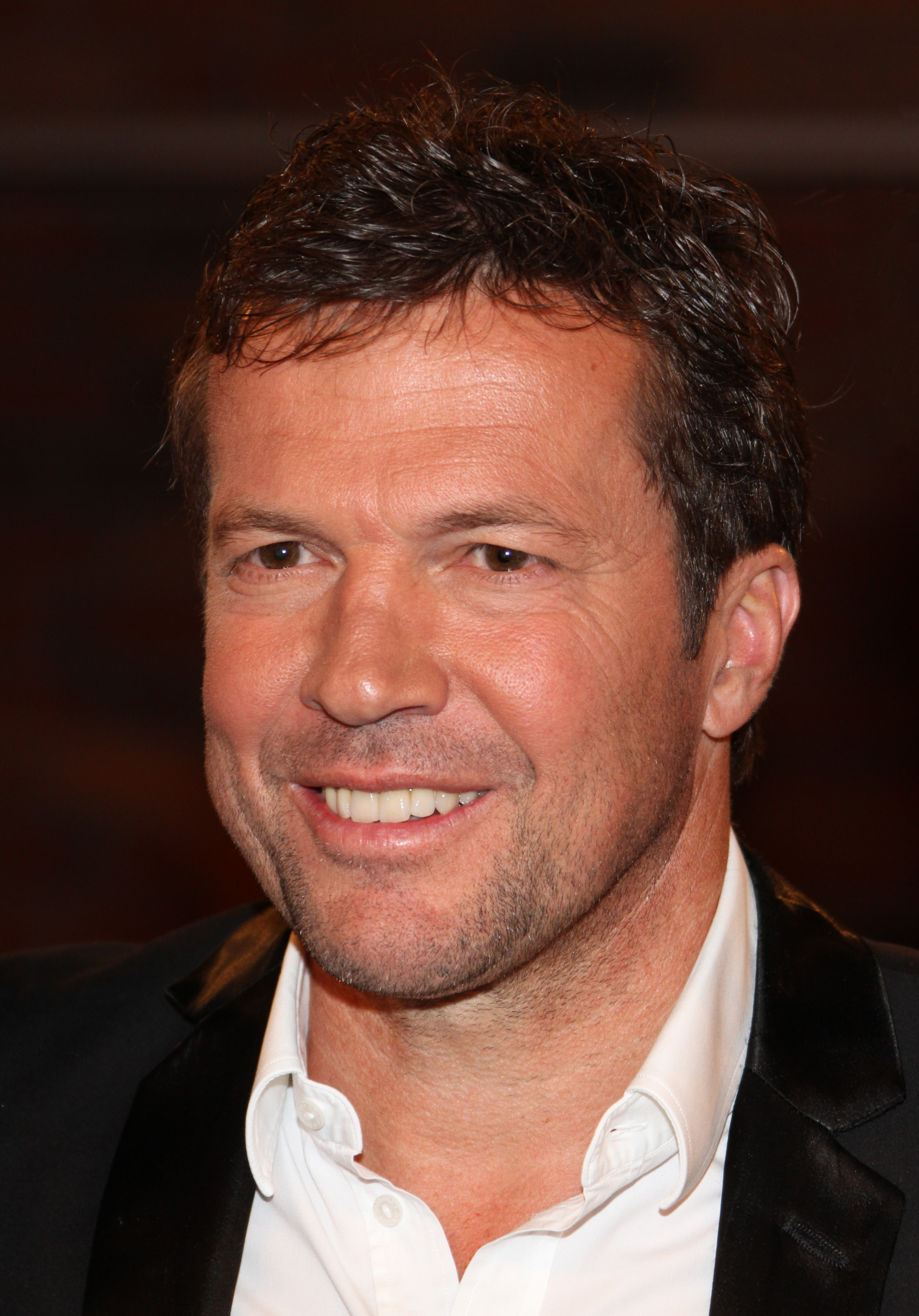
Lothar Matthäus

- Lothar de Maizière, avvocato, musicista e politico tedesco
- Lothar Emmerich, calciatore e allenatore di calcio tedesco
- Lothar Kempter, compositore e direttore d'orchestra svizzero
- Lothar Kreyssig, giudice tedesco
- Lothar Ledderose, orientalista e storico dell'arte tedesco
- Lothar Matthäus, allenatore di calcio e calciatore tedesco
- Lothar Mendes, regista, sceneggiatore e attore inglese
- Julius Lothar Meyer, chimico tedesco
- Lothar Schleusener, ragazzo tedesco ucciso al Muro di Berlino
- Lothar Schmid, scacchista tedesco
- Lothar von Arnauld de la Perière, ammiraglio tedesco
- Lothar Anselm von Gebsattel, arcivescovo cattolico tedesco
- Lothar von Richthofen, militare tedesco
- Lothar von Trotha, generale tedesco
- Lothar Wolleh, fotografo tedesco

### Variante Lothaire
- Lothaire Bluteau, attore canadese